# Platypolia albertae
Platypolia albertae là một loài bướm đêm trong họ Noctuidae.